# Вертхаймер, Ален
Ален Вертхаймер (род. 28 сентября 1948) французский бизнесмен, который вместе со своим братом Жераром владеет контрольным пакетом акций дома Chanel, а также инвестор Бэлл & Росс.

## Биография
Вертгеймер родился в еврейской семье, сын Жака Вертхаймера и Элиан Фишер. Его дед, Пьер Вертхаймер вместе с братом Полем были владельцами косметической компании Bourjoix и соучредителями Parfums Chanel (в обмен на инвестиции и производство им принадлежало 70 %, владельцу универмага «Галери Лафайет» Теофилю Бадеру — 20 %, самой Шанель — 10 %). В 1953 году Шанель, после окончания войны жившая в изгнании в Швейцарии, решила вернуться во Францию и вновь открыть свой бутик в Париже. Вертхаймеры, до этого судившиеся с Шанель в Швейцарии по поводу Parfums Chanel и уже получившие от неё в обмен на финансовую компенсацию и процент от прибыли права на использование имён Chanel и Coco Chanel, вновь вложились в её дело. В отличие от сделки 1924 года теперь они стали единоличными учредителями дома моды «Шанель».
Семейная компания управляемая Аленом, помимо Chanel владеет брендами Eres (нижнее бельё и пляжная одежда, Tanner Krolle (сёдла и кожаные изделия), Holland & Holland (британский оружейник). В собственности братьев Вертхаймер также бордосские виноградники Rauzan-Ségla в Марго (AOC Марго, 2-е крю в списке 1855 года) и Château Canon в Сант-Эмильоне. 
Оба брата увлечённые наездники. Собственное состояние Алена составляет более $9 млрд на 2014 год.